# Коментарі (інтернет-видання)
Коментарі («КоментаріУА», Comments.ua) — український інформаційно-аналітичний портал, заснований медіахолдингом «Еволюшен медіа» у 2002 році як щотижневик «Коментарі» та вебпортал «ProUA». Реєстрацію холдингу було завершено 23 жовтня 2003 року у Києві, кінцевим бенефіціаром був Віталій Гайдук. 2013 року холдинг змінив власника на Sherell Limited (Кіпр). На цей час бренд належить Віктору Гольдському, який придбав права на частину медіаактивів під брендом «Коментарі» у 2018 році. У 2019 році розпочато ребрендинг та реорганізацію видань під цим брендом у однойменну медіагрупу «Коментарі».

## Історія
Реліз друкованого видання «Коментарі» відбувся у 2002. Портал ProUA було запущено цим же видавцем у 2003 році, а ТМ «ProUA» зареєстровано у 2004-му.
Наступного року була зареєстрована ТМ «Коментарі», під яким видавалася щотижнева газета. У тому ж 2005 році назву порталу ProUA було змінено на «КоментаріУА» (Comments.ua), що об'єднало друковане та інтернет-видання під одним брендом.
З 2007 року «Коментарі» перетворюються на медіагрупу: 2007 року створюється локальне інтернет-видання «Коментарі: Київ», потім було створено регіональні редакції у Харкові, Дніпрі, Одесі, на Донбасі, а останнім було видання «Коментарі: Запоріжжя» — 2011 рік.
У грудні 2013 року холдинг Evolution Media разом з усіма медіаактивами, що належав тоді приватному підприємцю Віталію Гайдуку, було продано кіпрській компанії «Шерелл Лімітед», яку ЗМІ пов'язували з Сергієм Курченко (нині у розшуку в Україні). Через незгоду з цим, більша частина редакції, включно з головним редактором Вадимом Денисенком, звільнилися. З 2014 року медіахолдинг значно знизив активність через фінансові проблеми, пов'язані з арештом рахунків всіх активів Курченка.
2018 року медіаактиви під брендом «Коментарі» були виведені з власності ТОВ «Еволюшен медіа» та продані підприємцю Віктору Гольдському, який у 2015 році обіймав посаду заступника генерального директора з економіки ТОВ «Український Медіа Холдинг» та відомий благодійними проектами у Києві, такими як фонд «ТУРБОТА ПОКОЛІНЬ».
2019 року почалася реорганізація та ребрендинг мережі інтернет-видань «Коментарі» щоб позбутися негативного образу минулих власників, для чого було створено маркетингову агенцію ToShoNado. На сайті агенції зазначено, що сумарна аудиторія мережі регіональних медіа «Коментарі», «МаркерУА» та інших медіаактивів Віктора Гольдського сягає 15 млн читачів на місяць.
За результатами дослідження українського медіаринку від USAID-INTERNEWS (2019), «Коментарі» у 2019 років мали рейтинг у 2 %.
За результатами масштабного дослідження переваг українців в сфері медіа "Ставлення населення до ЗМІ та споживання різних типів медіа у 2020 році", яке провели Агентство США з міжнародного розвитку (USAID) та проект INTERNEWS, портал "Коментарі" входив до ТОП-20 ЗМІ України.

## Поточна діяльність
Інформаційно-аналітичне видання «Коментарі» висвітлює широкий спектр тем, але центральними є політика, суспільство та економіка. Головною особливістю видання є орієнтація на пряму мову — коментарі експертів, які є в усіх текстах середнього формату.
Окрім боротьби з корупцією, медіагрупа «Коментарі» є учасницею екологічних ініціатив. Зараз Віктор Гольдський володіє правами на ТМ «Еко-офіс», що проводить, зокрема, еко-фестиваль «День Землі». У 2011 році редакція «Коментарів» (ще у складі холдингу «Еволюшен») була нагороджена за «Кращий соціальний проект» за версією Green Awards Ukraine.

## Рейдерська атака 2019 року
12 квітня 2019 роду на сторінці Віктора Гольдського з'явилося повідомлення про атаку на сайт «Коментарі»: з серверів, на яких розташовувались сайти медіагрупи, невідомими були видалені всі дані — сайти медіагрупи «Коментарі» у Києві та регіонах тимчасово припинили роботу. Згодом портал відновив роботу на інших серверах, а менеджмент медіакомпанії подав скаргу до правоохоронних органів. Журналістське розслідування самих «Коментарів» показало, що виконавцями атаки були Сергій Павленко та Євгеній Гуторов, інформація про що була направлена до поліції. Слідчі дії тривають.